# PfalzB Blatt G109
Warum ist das Lemma nicht identisch mit dem beschriebenen Güterwagen, sondern wird auf ein Zeichnungsblatt abgestellt?  --Mef.ellingen (Diskussion) 18:49, 7. Mai 2012 (CEST)

Ansichten zu Nml PfalzB 02

Der Nml PfalzB 02 war ein Güterzugwagen mit Druckluftbremse und Heizleitung mit mehr als 10 t Ladegewicht und einer Ladelänge > 9,9 m. Die Wagen wurden 1902 zusammen mit 50 Stück für die Königlich Bayerischen Staatsbahnen beschafft. Mit dem Übergang auf die DRG wurden die Wagen als Gl in den Gattungsbezirk Dresden eingereiht.

## Konstruktive Merkmale

### Untergestell
Rahmen: komplett aus Walzprofilen zusammengenietet. Die äußeren Längsträger hatten einen U-förmigen Querschnitt. Lange, seitliche Laufbretter für den Einsatz in Personenzügen
Zugeinrichtung: Schraubenkupplungen, die Zugstange war durchgehend und mittig gefedert.
Stoßeinrichtung: Die ursprünglichen Stangenpuffer wurden später durch Hülsenpuffer ersetzt.
Laufwerk: Fachwerkachshalter aus Flacheisen, lange, gekröpfte Bauform, Gleitachslager und Radsätze mit Speichenradkörper, die mittlere Achse ist seitlich verschiebbar, die äußeren Achsen sind Vereinslenkachsen.
Bremse: Druckluftbremse System Schleifer, Handbremse im hochgesetzten Bremserhaus.

### Wagenkasten
Rohbau: eisernes Wagenkastengerippe aus U- und L-Profilen, außen mit waagerechten Nut- und Federbrettern verkleidet. Innenraum diagonal mit Holzbrettern verkleidet. Flaches Dach, hochgesetztes Bremserhaus, beidseitig zugänglich, mit hoch gewölbtem Dach. Kein Übergang an den Stirnseiten.
Heizung: Die Fahrzeuge verfügten über eine Heizleitung.
Ladeöffnung: je Wagenseite eine Ladeöffnung, lichte Breite 1500 mm, lichte Höhe 2000 mm, verschlossen mit hölzerner Schiebetüre, auf Rollen stehend und durch eine Kopfstange geführt
Lüftung: je Fahrzeugseite vier Lüftungsgitter, von Innen mit Klappen verschließbar.